# جان لو روگتل
سر جان لو روگتل با نام کامل (John Helier Le Rougetel) (۱۹ ژوئن ۱۸۹۴–۳ ژانویه ۱۹۷۵) یک دیپلمات بریتانیایی و سفیر این کشور در ایران، بلژیک و به کمیسر عالی بریتانیا در آفریقای جنوبی بود.
روگتل فارغ التحصیل از مدرسه روسال و کالج مگدالین کمبریج بوده و در جنگ جهانی اول مشارکت کرده و به علت رشادتش در جنگ مدال نشان صلیب و بار نظامی دریافت کرد.
وی در سال ۱۹۲۰ به وزارت امور خارجه پیوست ودر در وین، بوداپست، اتاوا، توکیو، پکین، لاهه، بخارست، مسکو، شانگهای خدمت کرد. روگتل در زمان اشغال شانگهای توسط ژاپنی‌ها در شانگهای بود و در سال ۱۹۴۲ اسیر شد، اگرچه بعداً به کشورش بازگردانده شد. او از سال ۱۹۴۴ تا ۱۹۴۶ در نمایندگی سیاسی در رومانی بود. وی اولین پست خود به عنوان سفیر را در سال ۱۹۴۶ به عنوان سفیر بریتانیا در تهران دریافت کرد. سپس در سال ۱۹۵۰ به عنوان سفیر بریتانیا در بلژیک (۱۹۵۰–۱۹۵۱) و به عنوان کمیسر عالی در آفریقای جنوبی (۱۹۵۱–۱۹۵۵) خدمت کرد. او در سال ۱۹۵۵ بازنشسته شد و به عنوان دارنده شوالیه فرمانده نشان سنت مایکل و سنت جورج مفتخر گردید.